# Laurence Courto
Laurence Courto est une artiste contemporaine française. Elle travaille à Paris.

## Biographie
Laurence Courto grandit dans les cités ouvrières de Lorraine, puis s'installe à Paris en 1967.
Après avoir fréquenté l'École d’arts graphiques Clouet, et l'école Camondo, Laurence Courto poursuit sa formation à École nationale supérieure des beaux-arts (ENSBA) de Paris. Elle étudie l’histoire de l’art et d’archéologie à Paris X, tout en enseignant le dessin et la céramique. Diplômée en architecture de l'ENSBA en 1979 puis docteur en urbanisme et dynamique de l’espace IUP de Paris en 1984 sous Pierre Merlin et Françoise Choay, elle enseigne à Paris VIII, réalise de nombreux travaux sur l'espace urbain et les friches industrielles lorraines et champenoises et sur la mise en valeur du patrimoine industriel. Elle dirige une agence d'urbanisme à Paris et en Bourgogne durant 20 années, et décide de se consacrer à la peinture. Elle entreprend des voyages dans le monde, installant des ateliers temporaires notamment à Trinidad à Cuba, au Cap-Vert, en Espagne et en Italie particulièrement à Naples. Elle étudie la calligraphie à Pékin et à Shanghai. 

## Œuvre
Ses peintures s'inscrivent dans un style magdalénien pariétal, elle "tisse des liens avec les mémoires nomades et mélange l'archaïque et le moderne. Elle recouvre ses peintures de graffitis, de traces et de strates de lumière et de couleurs. Ses coups de pinceau sont rupestres, primitifs, et retranscrivent un mouvement, une forme de sauvagerie soudaine derrière laquelle se cache une cohérence post-moderne. Laurence Courto travaille à l'instant, dans l'imprévu et le désordre, pour ensuite passer à une étape de réflexion sur l'acte accompli, sa forme, sa signification.
Ses œuvres ont d'abord pour thème la temporalité et la mémoire. Marquée par l'enseignement de Gilles Deleuze, elle interroge l’histoire par transparence et par stratification. Yvan Cadenne, Conservateur du Musée de la Préhistoire de Solutré parle de " Réflexion profonde sur notre culture, de songe d'une mémoire". En 2007, elle s'oriente vers une peinture plus dépouillée dans la filiation des abstractions gestuelles de Jackson Pollock, de la question de la réalité du tableau de Jasper Johns et Susan Rothenberg et de l’écriture lyrique de Cy Twombly. André Liatard note dans le catalogue de l'exposition du Musée Faure qu'elle « renoue avec la fluidité des maîtres de l'abstraction lyrique et l’écriture en première intention ». Sa pratique de la calligraphie chinoise la pousse à exprimer une énergie contenue dans l'immanence du geste et dans la rapidité de l'action. Le critique Jean Paul Gavard-Perret écrit en 2008 dans "les frissons suspendus" de l'artiste qu'elle " s'interroge sur les conditions d'existence de la peinture, ses chances de survie mais aussi la porte à un point de quasi-rupture... "
Elle réalise aussi des livres d'artiste avec des extraits de poèmes calligraphiés.
"L’artiste interroge les matières comme les interlocuteurs privilégiés d’un geste qui dévoile et recouvre un univers dont elle met au jour la naissance, plutôt les renaissances. 
D'où sa prédilection pour les signes, les biffures, les traits allusifs jusqu’à la saisie d’une image, d’un tatouage qui fait sens."
__ Lydia Harambourg avril 2011 
"Son oeuvre est un système complexe de signes, de figures et de gestes. Des images qui vont au-delà de la simple figuration. Elle écrit avec des traits, des incisions, 
des griffures, rehaussées de couleurs et d’ombres, presque sans modelé, suggérant par le trait  plus qu’elle ne dépeint, à la limite de l’abstraction. Courto nous entraîne, 
voyageurs immobiles, dans le songe, pour explorer ce temps antérieur et intérieur qui est le temps immuable de la méditation et de la poésie." 

___Jean-Pierre Couren, Conservateur en Chef    

« L'œuvre reste intense dans la fragilité et la puissance qui ne se conquièrent qu’au fil des années et une fois que se retire le joug de la “ science ” apprise.  « L’épure » donne à la violence un velouté.  Demeurent à travers les jeux de lignes et de couleurs aussi brutaux que savamment orchestrés  des bruissements poétiques  de l’ordre de l’écharpe,  du secret, de l’envol immobile.  Ce n’est pas vraiment le lointain, ni l’intime. Mais les deux à la fois »

— Jean-Paul Gavard-Perret, 29 mai 2015

## Expositions
Depuis 2000, son travail est présenté dans des musées: Musée Jean-Jacques-Rousseau, Montmorency (2000), Musée de la Roche de Solutré (2001), Musée Cesare Pavese, San Stefano Belbo (2002, Musée Sant’Anastasio, Asti (2003), Musée Faure  Aix-les-Bains (2008), Musée de la voiture de la police d'État, Rome (2009), Musée savoisien (2011), MuMa Galata - Museo del mare Gènes (2013), Museo diocesano di Gubbio (2014), MACLA, (2019) et  dans des salons internationaux (Salon d'automne, S'Art, Art Fair Brussels, Arte Padova, Arte Fiera, Art Capital)
Laurence Courto expose régulièrement en France, en Suisse, en Italie et en Allemagne, en galeries:
- depuis 1998  : galerie Chappaz, Trévignin-Aix les Bains[8]
- 1999-2008: galerie de Buci, Paris
- 1999-2009: galleria Anna Virando, Turin
- 2001-2011 : Krisal Gallerie, Carouge-Genève
- 2003-2008 : galerie Shakan, Lausanne
- 2003-2018 : galerie Bianca Maria Rizzi & Mathias Ritter, Milan
- 2004-2006: galerie W am Wall, Brème
- 2007-2017 : Galerie de Grancy, Lausanne
- 2012-2016 : La Capitale Galerie, Paris[9]
- depuis 2014: galleria Mutabilisarte, Turin
- 2019-2020: galerie de la Ville A des Arts, Paris
- depuis 2021: galerie Amira Sliman, Paris

## Prix
- Prix Cesare Pavese 2002
- Prix Olindo 2005
- 1er Prix Olindo 2006
- Prix B.A.G. Salon d'automne 2008